# Live Hot Clube
Live Hot Clube é um álbum gravado ao vivo no Hot Clube de Lisboa pela banda portuguesa Dead Combo. Editado em versão limitada em CD e Vinil . Contou com a participação de Alexandre Frazão como musico convidado na bateria.

## Faixas
1. Rak Song
2. Nat
3. Rodada
4. Temptation
5. Lusitânia Playboys
6. Desert Diamonds / Enraptured With Lust
7. Cacto
8. Old Rock ‘N’ Roll Radio

## Créditos
- Tó Trips - (Guitarras),
- Pedro V. Gonçalves - (Contrabaixo, Kazoo, Melódica e Guitarras),
- Alexandre Frazão - (bateria)